# Samuel Wiraenius
Samuel Wiraenius, född 1647 i Virserum, död 1703 i Växjö, var en svensk överhovpredikant och biskop.

## Biografi
Samuel Wiraenius var son till Daniel Petri Lönebergius, som var kyrkoherde i Virserum socken efter sin svärfader Alexander Gryphius som uppges ha tillhört Gripätten. En av hans systrar, Christina, blev gift med efterträdaren i Virserum och stammoder till ätten Nordenankar, och en annan syster Sabina blev stammoder till von Hagendorn. Samuel Wiraenius blev student vid Uppsala universitet, med blev relegerad 1667 och begav sig då till Tyskland för att fullfölja utbildningen. 
Han blev magister i Rostock och anställdes därefter som huspräst hos Gustaf Adolf De la Gardie. Efter en tid som regementspräst vid Livregementet till häst, knöts han till hovet som hovpredikant 1678. Wiraenius kom på mycket god fot med Karl XI och blev den som döpte alla dennes barn, däribland Karl XII och Ulrika Eleonora. Enligt Gabriel Anrep ansåg Karl XI att Wiraenius och Haquin Spegel var hans bästa präster. 1680 utsågs Wiraenius till överhovpredikant, och blev kungens och drottning Ulrika Eleonoras biktfader. Han stödde karolinska enväldet i predikningar, och anförde bland annat kungarätten i 8 kapitlet i Första Samuelsboken i sin predikningar efter 1693 års riksdag.
1688 valdes Wiraenius till biskop av Växjö stift, en post han stannade på till sin hastiga död 1703. Vid jubelfesten i Uppsala 1693 blev Wiraenius teologie doktor. I egenskap av biskop inrättade han ett gymnasium Braheskolan på Visingsö 1692-1693, som uppkallades efter Karl XI, Carolinum. Han ligger begravd i Växjö domkyrka.
Biskop Jesper Svedberg har skrivit en biografi över Wiraenius, där det står att Wiraenius en gång skulle ha skendött och blivit begravd, och räddats till livet av klockaren som hört honom skrika från graven.
Wiraenius var gift med Maria Elisabeth Lagerstierna som var dotter till hovintendenten Johan Herman Winecker nobil. Lagerstierna och Maria Elisabeth Vult. Deras fem barn adlades för faderns förtjänster med namnet Cederstierna.